# Галкина, Валентина Митрофановна
Валенти́на Митрофа́новна Га́лкина (девичья фамилия Шаронова, 1927—2017) — советский и российский педагог и организатор в сфере культуры.

## Биография
Родилась 15 августа 1927 года в селе Тогаево Мариинско-Посадского района Чувашской АССР в семье Митрофана Сергеевича Шаронова и Лукерьи Павловны Павловой. Когда Валентине исполнилось десять лет, семья переехала в Марийскую АССР, где её отец работал директором школы ФЗО и начальником лесоучастка. Весной 1946 года семья вернулась в Чувашию.
На родине Валентина работала агентом по заготовке сельхозпродуктов. В свободное время участвовала в хоре при клубе судоверфи, которым руководил композитор Анатолий Тогаев. В 1952 году она окончила Чебоксарское музыкальное училище имени Ф. П. Павлова, в 1969 году — историческое отделение историко-филологического факультета Чувашского государственного университета.
По окончании музыкального училища, в 1952—1961 годах работала художественным руководителем ансамбля песни и танца, заведующей художественным отделом, заведующей учебной частью; в 1961—1970 годах — директором Чувашского республиканского Дворца пионеров. Окончив университет, в 1970—1976 годах В. М. Галкина являлась заведующей отделом культуры Чебоксарского горисполкома; в 1976—1989 годах — директором Чебоксарского музыкального училища. Наряду с профессиональной, занималась общественной деятельностью — неоднократно избиралась депутатом Чебоксарского городского и Московского районного Советов народных депутатов.
Умерла 20 декабря 2017 года в Чебоксарах. Была замужем за А. А. Галкиным — чувашским поэтом и переводчиком.

## Заслуги
- Имела звания «Заслуженный работник культуры Чувашской АССР» (1979)[3] и «Заслуженный работник культуры РСФСР» (1988), являлась лауреатом премии Комсомола Чувашии им. М. Сеспеля (1968).
- Ей были вручены Почётные грамоты Чувашского обкома и Совета Министров Чувашской АССР, Почётные грамоты Президиума Верховного Совета Чувашской АССР.[1]
- Удостоена нагрудных знаков «Отличник народного просвещения СССР» и «Отличник Министерства культуры СССР», награждена медалями. Её имя занесено в Юбилейную книгу трудовой доблести города Чебоксары.[1]